# Szojuz TMA–17M
A Szojuz TMA–16M a Szojuz TMA–M orosz háromszemélyes szállító/mentőűrhajó űrrepülése volt 2015-ben a Nemzetközi Űrállomáshoz. Ez a Szojuz típus 126. repülése 1967-es első startja óta. Az orosz űrhajó a Nemzetközi Űrállomás (ISS) 44. személyzetének három tagját szállította, az orosz parancsnok mellett egy japán és egy amerikai fedélzeti mérnököt. A tervek szerint 2015 decemberéig, a 45. személyzet visszatéréséig marad az ISS-hez kapcsolódva, mint mentőűrhajó.

## Küldetés

### Kilövés
A küldetés startja 2015. július 22-én, magyar idő szerint 23 óra 2 perckor a kazahsztáni bajkonuri űrrepülőtér 1-es indítóállásából sikeresen megtörtént. Az utóbbi időben már rendszeresen végrehajtott „gyorsmegoldással” hat órán belül jutottak el az űrállomáshoz.

### Dokkolás
A dokkolás a Nemzetközi Űrállomás (ISS) Rasszvet moduljához 5 óra 43 perc repülési idő után 2015. július 23-án, magyar idő szerint hajnali 4 óra 45 perckor rendben megtörtént. A zsilipkamrát 2 óra 11 perccel a dokkolás után, magyar idő szerint 6 óra 56 perckor nyitották ki.

### Visszatérés
Az űrhajó várhatóan 2015. december 12-én fog visszatérni a Földre.

## Érdekességek
- A Szojuz parancsnoka az orosz Oleg Kononyenko, további két utasa a japán Kimija Jui (Kimiya Yui) és az amerikai Kjell Lindgren. Ők eredetileg május 26-án indultak volna, de a Progressz M–27M teherűrhajó 2015. április végi startbalesetét követő vizsgálatok és halasztások miatt csak most kerülhetett sor a startra.
- Kononyenko számára a mostani a harmadik űrrepülés. Mind amerikai, mind japán társa újonc.

## Személyzet
| pozíció            | űrhajós                                                    |
| ------------------ | ---------------------------------------------------------- |
| parancsnok         | Oleg Kononyenko, RKA 44. alaplegénység harmadik űrrepülése |
| fedélzeti mérnök 1 | Kimija Jui, JAXA 44. alaplegénység első űrrepülése         |
| fedélzeti mérnök 2 | Kjell N. Lindgren, NASA 44. alaplegénység első űrrepülése  |

### Tartalék személyzet
| pozíció            | űrhajós                |
| ------------------ | ---------------------- |
| parancsnok         | Jurij Malencsenko, RKA |
| fedélzeti mérnök 1 | Timothy Peake, ESA     |
| fedélzeti mérnök 2 | Timothy Kopra, NASA    |

## Galéria

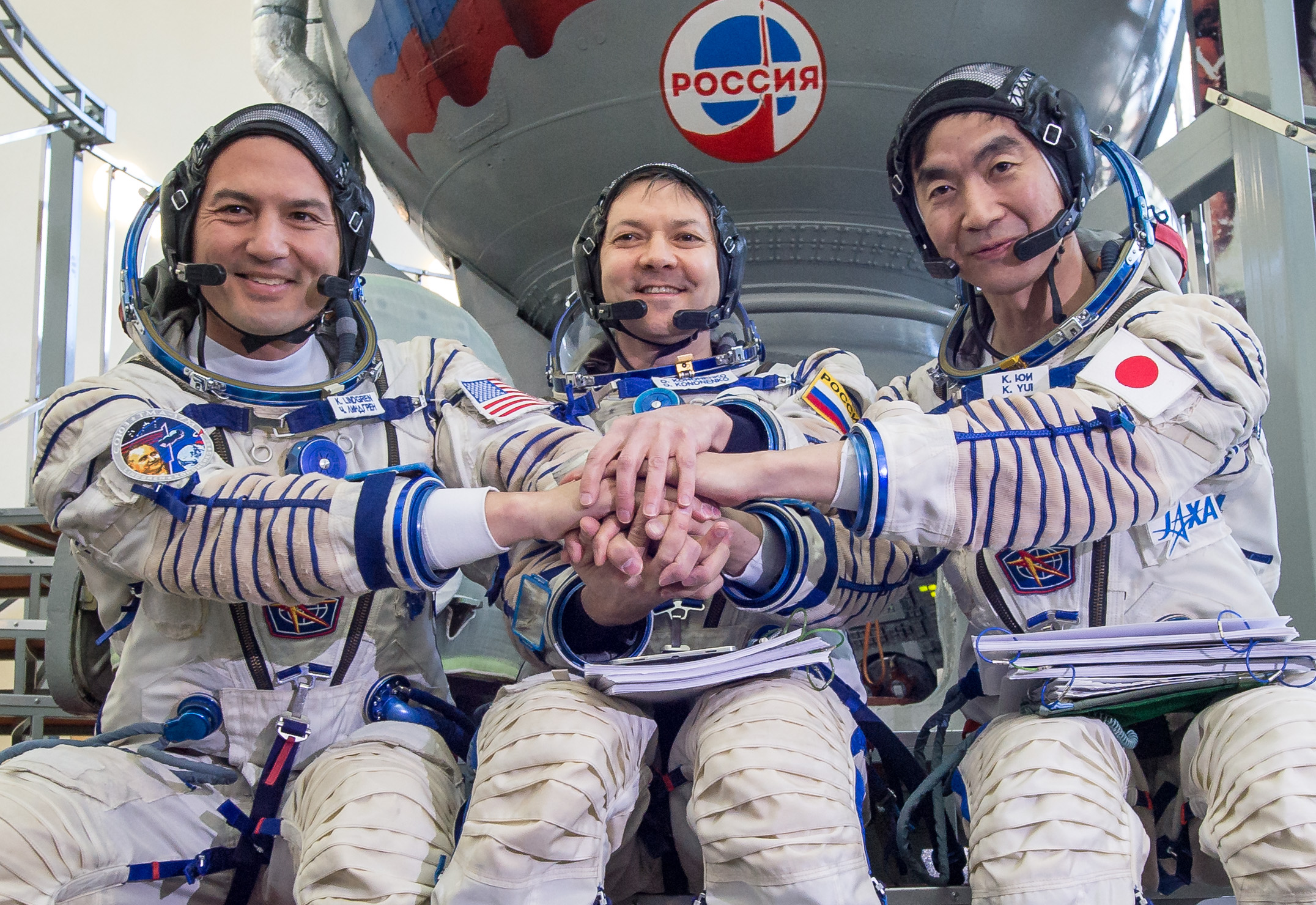
A Szojuz TMA–17M személyzete a kiképzés második napján (Lindgren, Kononyenko, Jui).
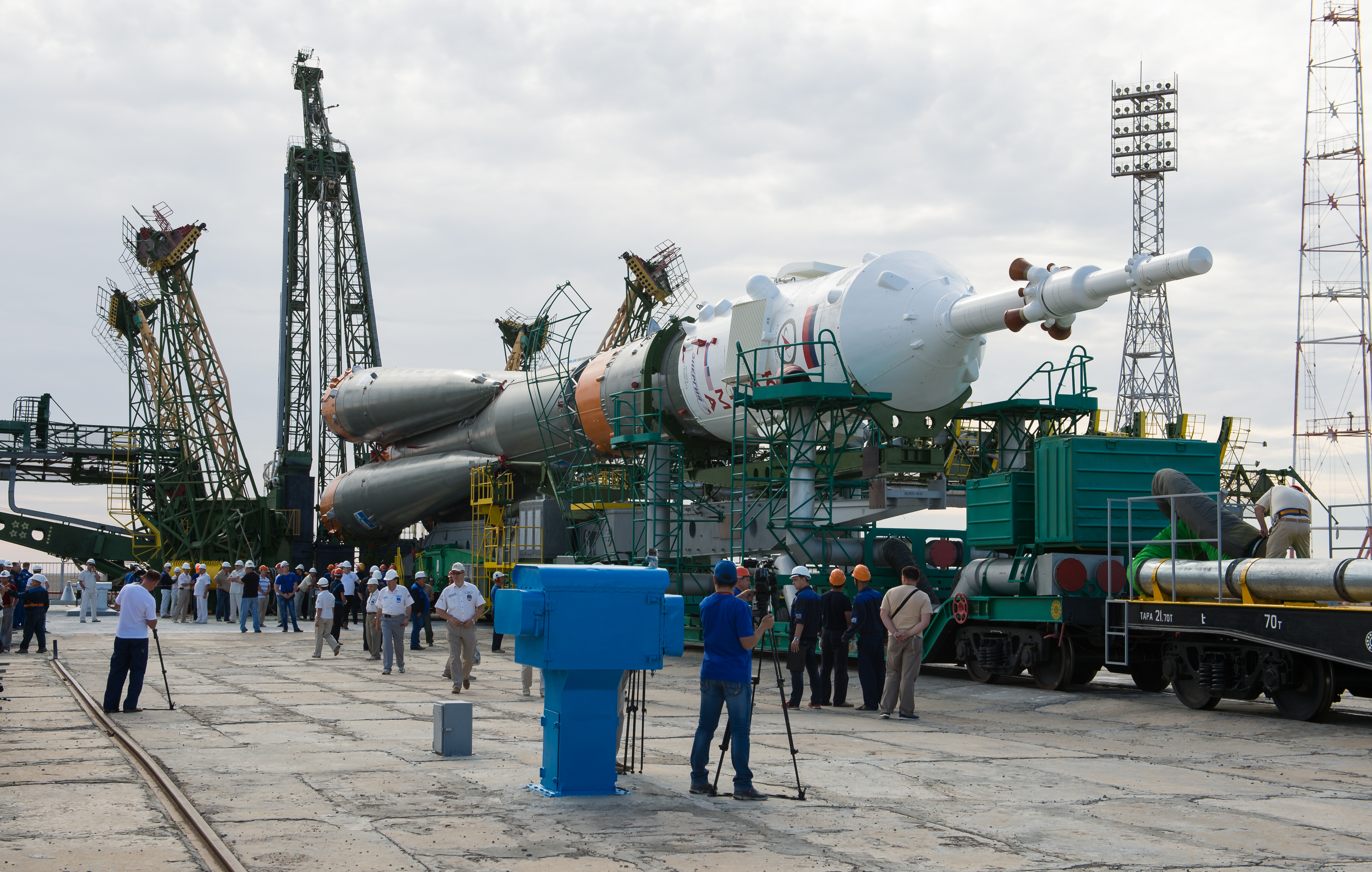
A Szojuz TMA–17M felállítása a kilövőállásba a Bajkonuri űrrepülőtéren, 2015. július 20-án.
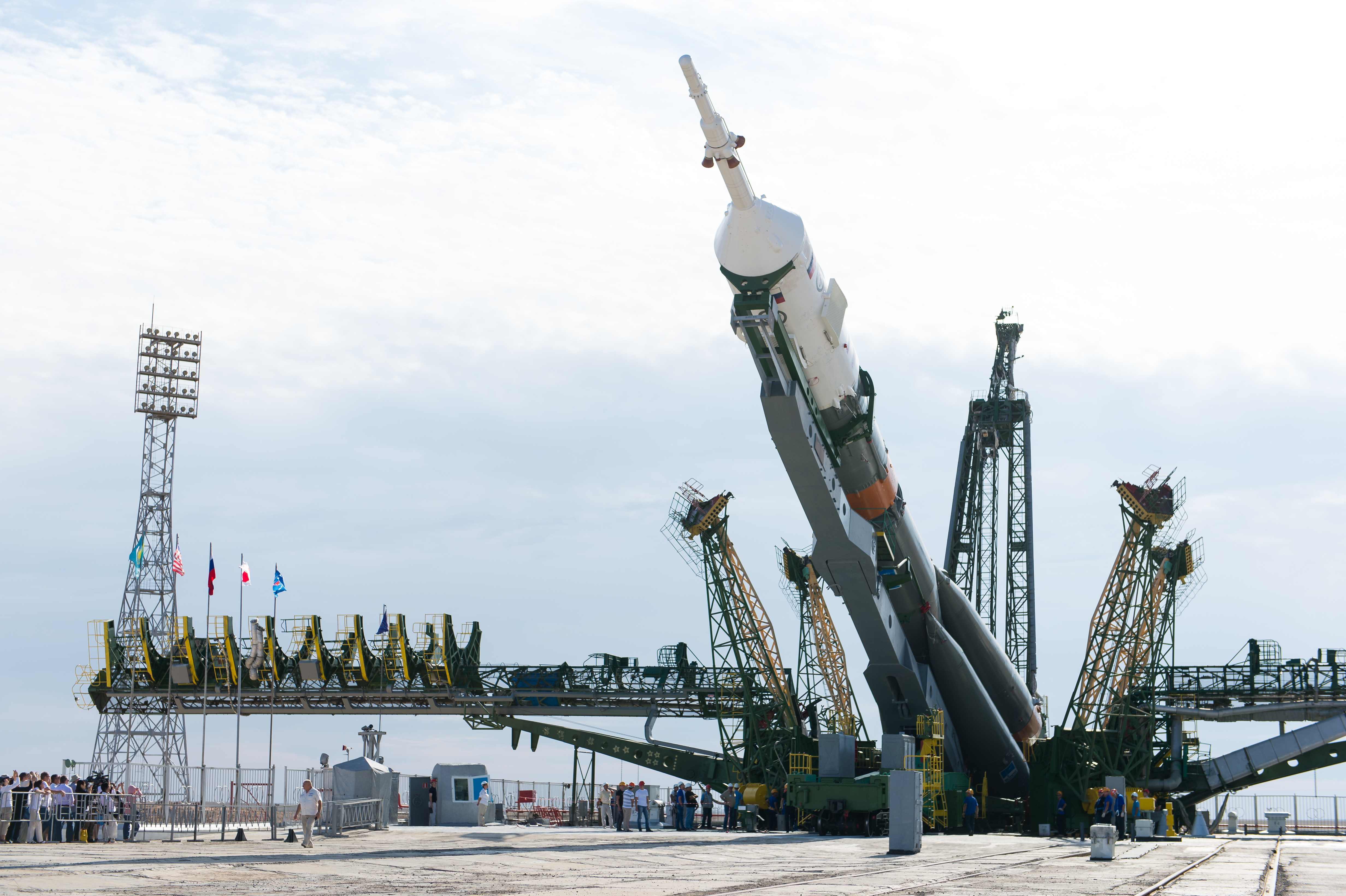
A Szojuz rakétát függőleges helyzetbe emelik Bajkonuri űrrepülőtér történelmi, 1-es számú indítóállásán, ahonnan annak idején a Gagarint szállító űrhajó is startolt (2015. július 20-án).
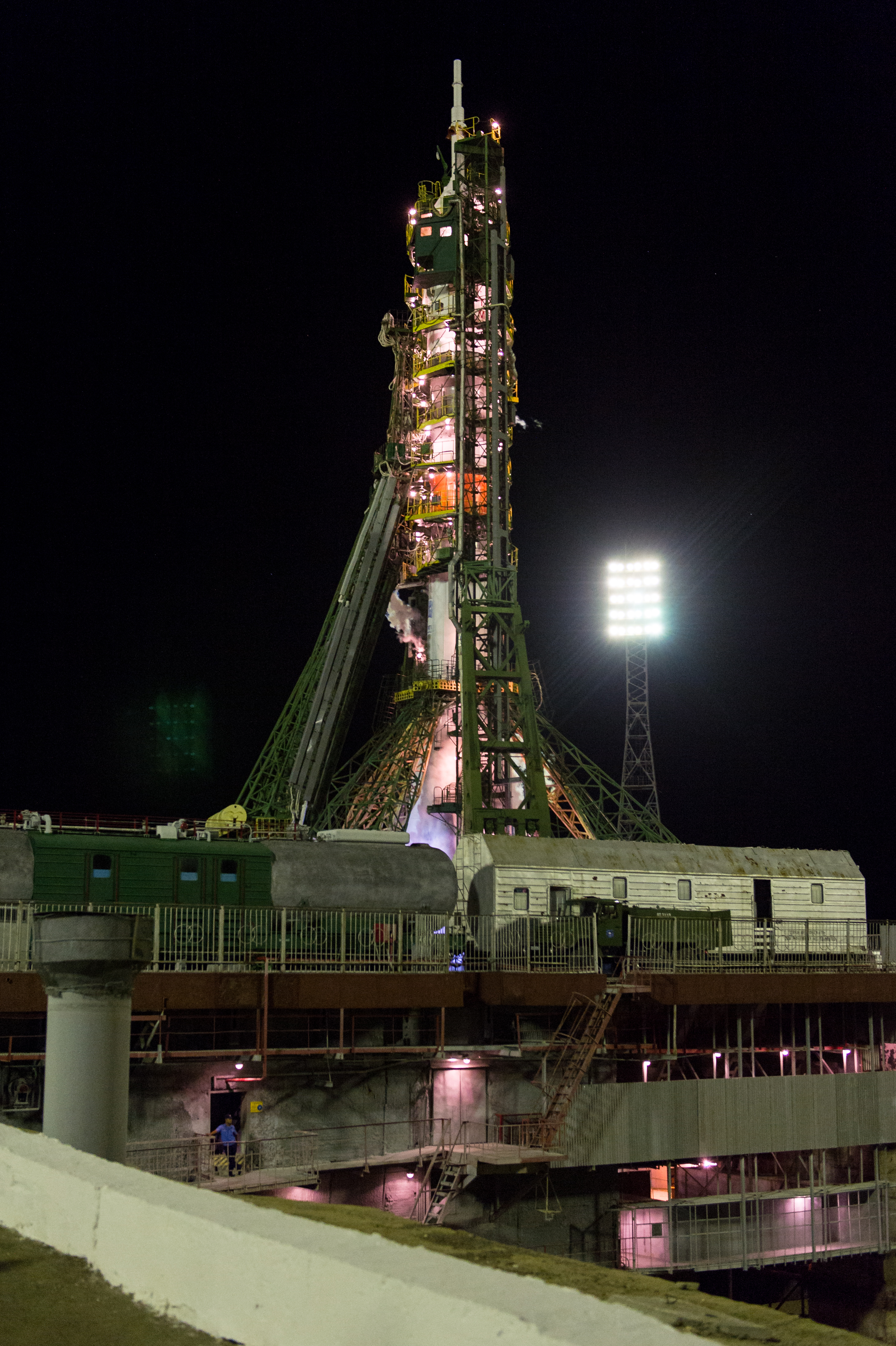
A Szojuz TMA–17M a kilövőállásban 3 órával a kilövése előtt a Bajkonuri űrrepülőtéren, 2015. július 22-én.
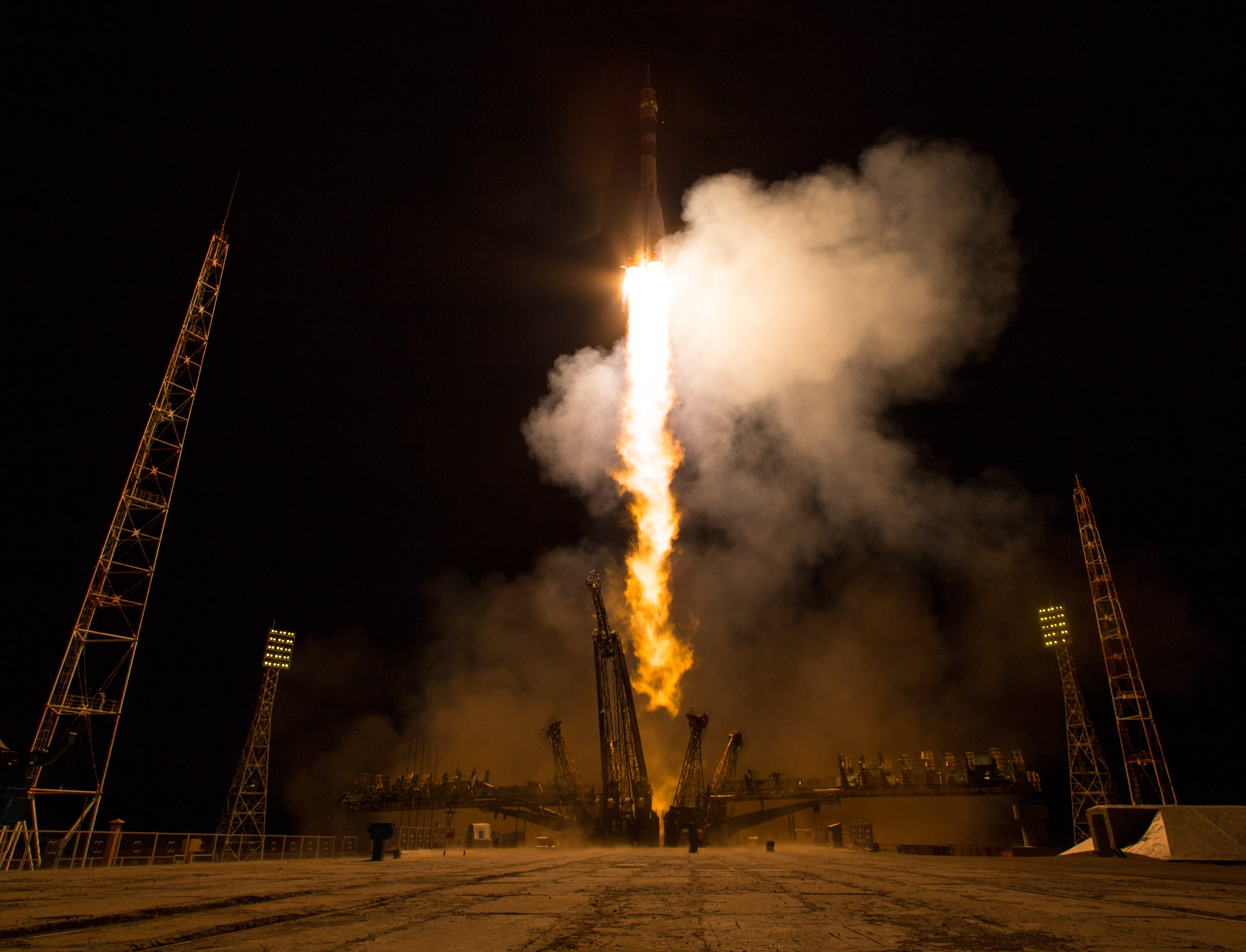
A Szojuz TMA–17M kilövése 2015. július 22-én.
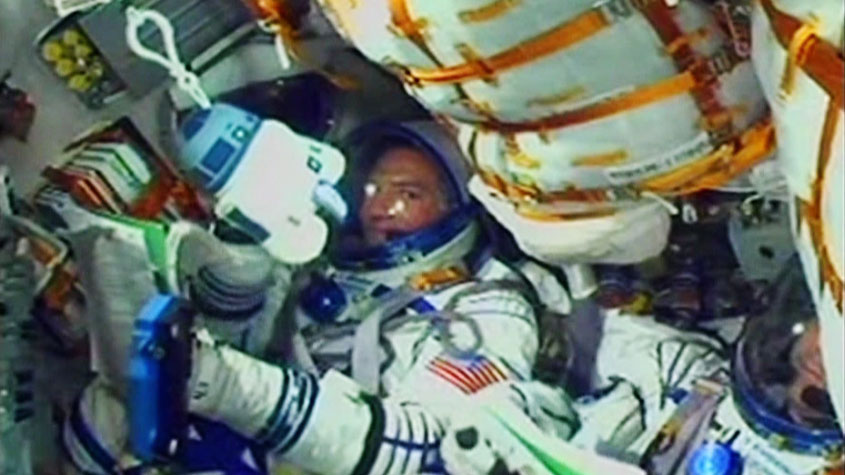
A személyzet a kilövés alatt.
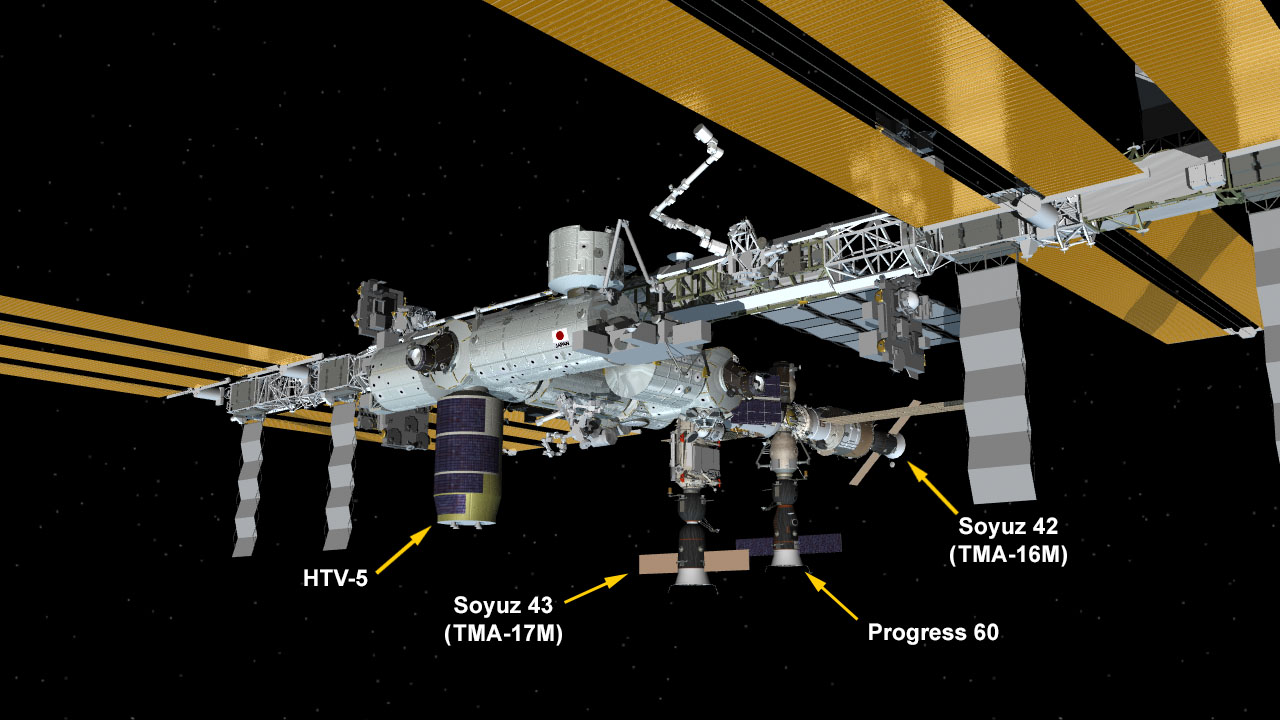
A Szojuz TMA–17M helye a Nemzetközi Űrállomás Rasszvet moduljához kapcsolódva.
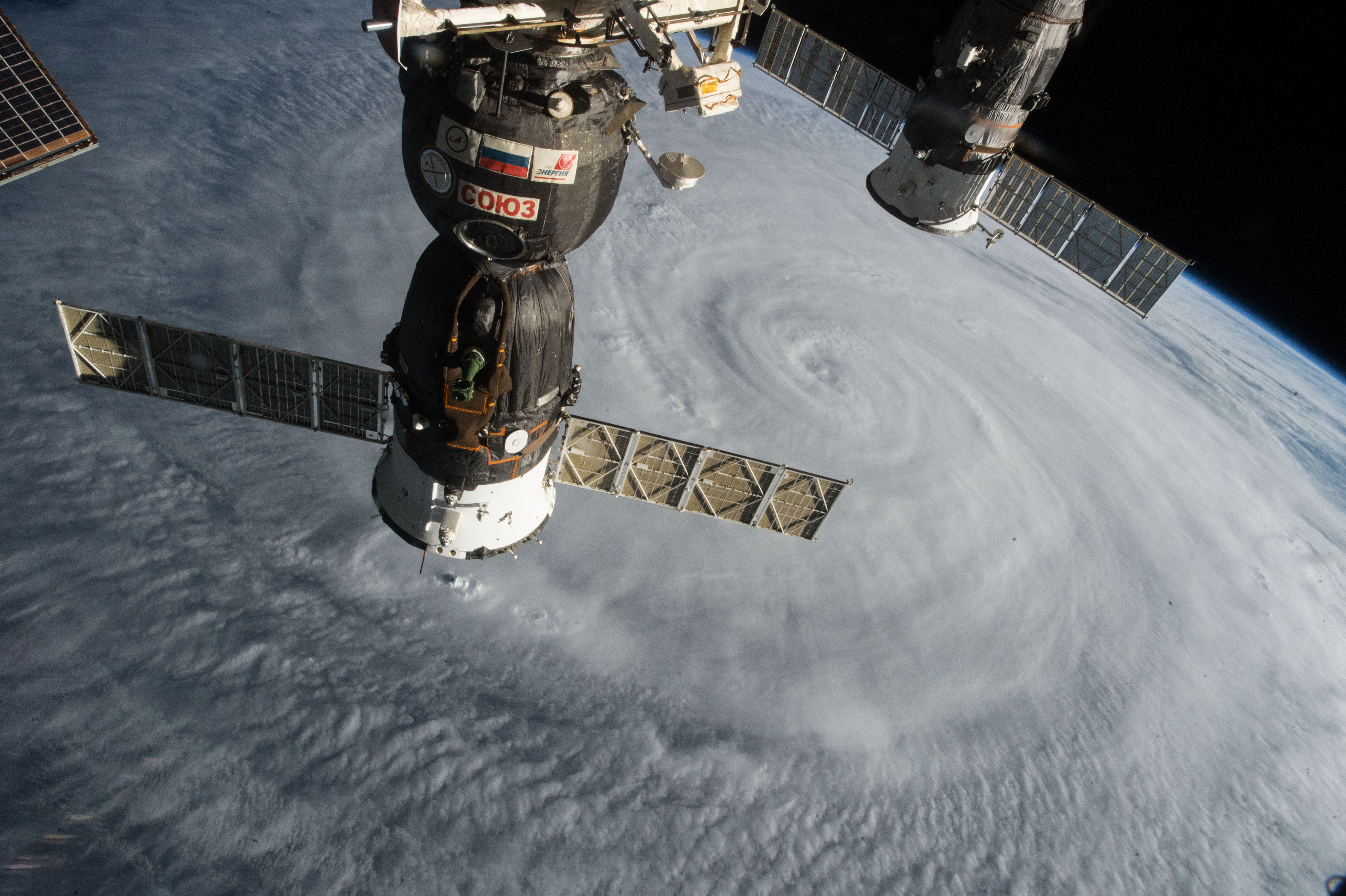
A Soudelor tájfun a Csendes-óceán nyugati részén az űrállomásról fotózva előtérben a Szojuz TMA–17M űrhajóval, 2015. augusztus 5-én.